# Giovanni Paradisi
Il conte Giovanni Paradisi (Reggio Emilia, 19 novembre 1760 – Reggio Emilia, 26 agosto 1826) è stato un matematico, politico e poeta italiano, figlio di Agostino Paradisi.

## Biografia

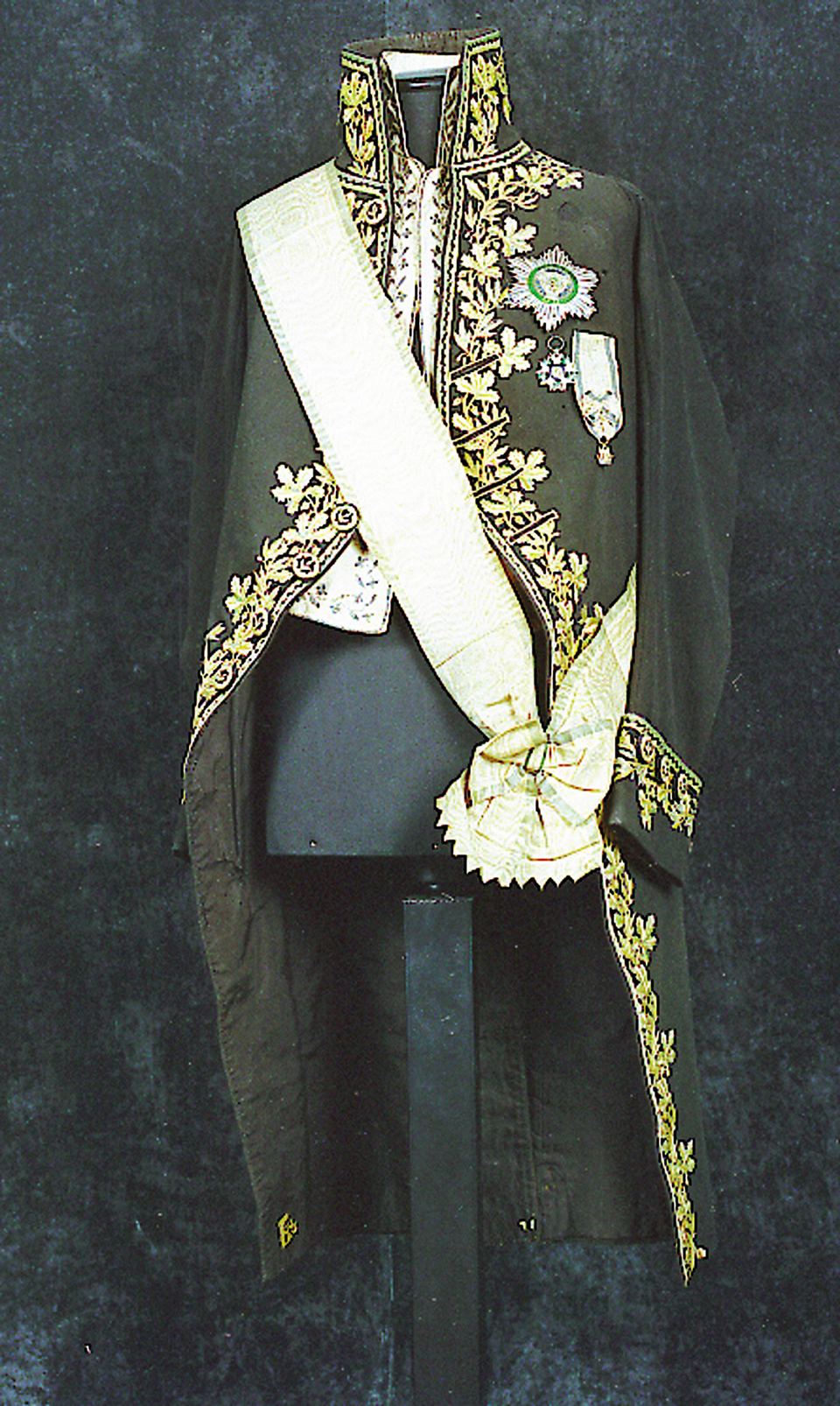
Abito da cerimonia di Giovanni Paradisi, Museo del Tricolore, Reggio Emilia

Giovanni Paradisi nacque a Reggio Emilia nell'anno 1760; figlio di Agostino Paradisi e di Massimilla dei conti Prini. Fu direttore della Repubblica Cisalpina, per l'annata 1797-1798; venne insignito dell'onorificenza dell'Ordine della Corona ferrea(19.4.1806). Nel 1802 membro della Consulta di Stato, per poi diventare nel 1805 direttore generale delle Acque e Strade. Nel 1809 fu consultore del Regno d'Italia e divenne senatore; dal marzo 1809 all’aprile 1810 ricoprì la carica di Presidente del Senato. Giovanni Paradisi fu uomo colto, poeta, letterato e matematico; profuse il suo impegno politico in favore degli ideali bonapartisti. Non si sposò e non ebbe discendenza. Morì a Reggio il 26 agosto 1826.

## Pubblicazioni
- Proposizioni fisico-matematiche, Modena, 1779, in 4 ;
- Discorso recitato nella prima adunanza dell instituto italiano, in-4 ;
- Ricerche sulla vibrazione delle lamine elastiche, Bologne, 1806;
- Il vitalizio, commedia, Milano, 1822;